# Euryeidon anthonyi
Euryeidon anthonyi is een spinnensoort in de taxonomische indeling van de mierenjagers (Zodariidae).
Het dier behoort tot het geslacht Euryeidon. De wetenschappelijke naam van de soort werd voor het eerst geldig gepubliceerd in 2004 door Pakawin Dankittipakul & Rudy Jocqué.